# Lista de vitórias dos Países Baixos na Fórmula 1
Relacionamos a seguir as 65 vitórias obtidas pelos Países Baixos no mundial de Fórmula 1 até o ano de 2025.

## Resumo

### Pioneiros neerlandeses
Precedido por duas edições do Grande Prêmio de Zandvoort e duas do Grande Prêmio dos Países Baixos, o referido país integrou-se ao mundial de Fórmula 1 em 1952, tendo Jan Flinterman e Dries van der Lof como representantes. Neste dia, Flinterman pilotou para a Escuderia Bandeirantes, dividindo uma Maserati com o brasileiro Chico Landi, alcançando o nono lugar, enquanto Lof ficou pelo caminho a bordo de uma HWM. Cinco anos depois, Carel Godin de Beaufort estreou no Grande Prêmio da Alemanha de 1957 e coube a ele marcar o primeiro ponto neerlandês no Grande Prêmio dos Países Baixos de 1962 com um Porsche de sua própria equipe, a Ecurie Maarsbergen.
Beaufort faleceu em decorrência de um acidente sofrido no Grande Prêmio da Alemanha de 1964, deixando os Países Baixos sem representante até o Grande Prêmio dos Países Baixos de 1971, quando Gijs van Lennep estreou pela Surtees. O referido piloto, aliás, dividiu-se entre a Fórmula 1 (onde pontuou duas vezes) e as 24 Horas de Le Mans, onde foi campeão em 1971 e 1976. No Grande Prêmio da Argentina de 1979 estreou Jan Lammers, pela Shadow. Sua carreira chegou ao fim nos treinos para o Grande Prêmio da França de 1982, retornando no Grande Prêmio do Japão de 1992 para, enfim deixar a categoria na prova seguinte. Nesse intervalo, Lammers venceu as 24 Horas de Le Mans de 1988 e as 24 Horas de Daytona de 1990. Outro nome a ser citado é Huub Rothengatter, mais conhecido não como piloto, mas como empresário de Jos Verstappen.
Piloto reserva da Benetton em 1994, Jos Verstappen desempenhou o papel de titular ao lado de Michael Schumacher na maior parte do ano, devido a um acidente sofrido por J. J. Lehto nos testes de pré-temporada, quando o finlandês fraturou duas vértebras em Silverstone. V´tima de um incêndio nos boxes durante o Grande Prêmio da Alemanha, Verstappen conseguiu os primeiros pódios neerlandeses ao chegar em terceiro lugar no Grande Prêmio da Hungria e no Grande Prêmio da Bélgica. Dispensado por Flavio Briatore ainda naquele ano em favor de Johnny Herbert, restou a Jos Verstappen abrigar-se em equipes menores até a aposentadoria, restando aos Países Baixos outro período de entressafra, exceto pelo  quinto lugar de Christijan Albers pela Minardi no Grande Prêmio dos Estados Unidos de 2005. 

## Vitórias por ano
Em 2016, a primeira vitória de Max Verstappen fez dele o mais jovem piloto a triunfar na categoria, aos 18 anos e 228 dias de idade.
- Ano de 2016

| Grande Prêmio | Circuito  | Data da corrida | Vencedor       | Carro    | Motor     | Referências |
| ------------- | --------- | --------------- | -------------- | -------- | --------- | ----------- |
| Espanha       | Barcelona | 15 de maio      | Max Verstappen | Red Bull | TAG Heuer | [ 16 ]      |

- Ano de 2017

| Grande Prêmio | Circuito         | Data da corrida | Vencedor       | Carro    | Motor     | Referências |
| ------------- | ---------------- | --------------- | -------------- | -------- | --------- | ----------- |
| Malásia       | Sepang           | 1º de outubro   | Max Verstappen | Red Bull | TAG Heuer | [ 17 ]      |
| México        | Cidade do México | 29 de outubro   | Max Verstappen | Red Bull | TAG Heuer | [ 18 ]      |

- Ano de 2018

| Grande Prêmio | Circuito         | Data da corrida | Vencedor       | Carro    | Motor     | Referências |
| ------------- | ---------------- | --------------- | -------------- | -------- | --------- | ----------- |
| Áustria       | Spielberg        | 1º de julho     | Max Verstappen | Red Bull | TAG Heuer | [ 19 ]      |
| México        | Cidade do México | 28 de outubro   | Max Verstappen | Red Bull | TAG Heuer | [ 20 ]      |

- Ano de 2019

| Grande Prêmio | Circuito   | Data da corrida | Vencedor       | Carro    | Motor | Referências |
| ------------- | ---------- | --------------- | -------------- | -------- | ----- | ----------- |
| Áustria       | Spielberg  | 30 de junho     | Max Verstappen | Red Bull | Honda | [ 21 ]      |
| Alemanha      | Hockenheim | 28 de julho     | Max Verstappen | Red Bull | Honda | [ 22 ]      |
| Brasil        | Interlagos | 17 de novembro  | Max Verstappen | Red Bull | Honda | [ 23 ]      |

- Ano de 2020

| Grande Prêmio    | Circuito    | Data da corrida | Vencedor       | Carro    | Motor | Referências |
| ---------------- | ----------- | --------------- | -------------- | -------- | ----- | ----------- |
| 70.º Aniversário | Silverstone | 9 de agosto     | Max Verstappen | Red Bull | Honda | [ 24 ]      |
| Abu Dhabi        | Yas Marina  | 13 de dezembro  | Max Verstappen | Red Bull | Honda | [ 25 ]      |

- Ano de 2021

| Grande Prêmio    | Circuito          | Data da corrida | Vencedor       | Carro    | Motor | Referências |
| ---------------- | ----------------- | --------------- | -------------- | -------- | ----- | ----------- |
| Emília-Romanha   | Imola             | 18 de abril     | Max Verstappen | Red Bull | Honda | [ 26 ]      |
| Mônaco           | Montecarlo        | 23 de maio      | Max Verstappen | Red Bull | Honda | [ 27 ]      |
| França           | Paul Ricard       | 20 de junho     | Max Verstappen | Red Bull | Honda | [ 28 ]      |
| Estíria          | Spielberg         | 27 de junho     | Max Verstappen | Red Bull | Honda | [ 29 ]      |
| Áustria          | Spielberg         | 4 de julho      | Max Verstappen | Red Bull | Honda | [ 30 ]      |
| Bélgica          | Spa-Francorchamps | 29 de agosto    | Max Verstappen | Red Bull | Honda | [ 31 ]      |
| Países Baixos    | Zandvoort         | 5 de setembro   | Max Verstappen | Red Bull | Honda | [ 32 ]      |
| EUA              | Austin            | 24 de outubro   | Max Verstappen | Red Bull | Honda | [ 33 ]      |
| Cidade do México | Cidade do México  | 7 de novembro   | Max Verstappen | Red Bull | Honda | [ 34 ]      |
| Abu Dhabi        | Yas Marina        | 12 de dezembro  | Max Verstappen | Red Bull | Honda | [ 35 ]      |

- Ano de 2022

| Grande Prêmio    | Circuito          | Data da corrida | Vencedor       | Carro    | Motor       | Referências |
| ---------------- | ----------------- | --------------- | -------------- | -------- | ----------- | ----------- |
| Arábia Saudita   | Jidá              | 27 de março     | Max Verstappen | Red Bull | Powertrains | [ 36 ]      |
| Emília-Romanha   | Imola             | 24 de abril     | Max Verstappen | Red Bull | Powertrains | [ 37 ]      |
| Miami            | Miami             | 8 de maio       | Max Verstappen | Red Bull | Powertrains | [ 38 ]      |
| Espanha          | Barcelona         | 22 de maio      | Max Verstappen | Red Bull | Powertrains | [ 39 ]      |
| Azerbaijão       | Baku              | 12 de junho     | Max Verstappen | Red Bull | Powertrains | [ 40 ]      |
| Canadá           | Montreal          | 19 de junho     | Max Verstappen | Red Bull | Powertrains | [ 41 ]      |
| França           | Paul Ricard       | 24 de julho     | Max Verstappen | Red Bull | Powertrains | [ 42 ]      |
| Hungria          | Hungaroring       | 31 de julho     | Max Verstappen | Red Bull | Powertrains | [ 43 ]      |
| Bélgica          | Spa-Francorchamps | 28 de agosto    | Max Verstappen | Red Bull | Powertrains | [ 44 ]      |
| Países Baixos    | Zandvoort         | 4 de setembro   | Max Verstappen | Red Bull | Powertrains | [ 45 ]      |
| Itália           | Monza             | 11 de setembro  | Max Verstappen | Red Bull | Powertrains | [ 46 ]      |
| Japão            | Suzuka            | 9 de outubro    | Max Verstappen | Red Bull | Powertrains | [ 47 ]      |
| EUA              | Austin            | 23 de outubro   | Max Verstappen | Red Bull | Powertrains | [ 48 ]      |
| Cidade do México | Cidade do México  | 30 de outubro   | Max Verstappen | Red Bull | Powertrains | [ 49 ]      |
| Abu Dhabi        | Yas Marina        | 20 de novembro  | Max Verstappen | Red Bull | Powertrains | [ 50 ]      |

- Ano de 2023

| Grande Prêmio    | Circuito          | Data da corrida | Vencedor       | Carro    | Motor       | Referências |
| ---------------- | ----------------- | --------------- | -------------- | -------- | ----------- | ----------- |
| Barein           | Sakhir            | 5 de março      | Max Verstappen | Red Bull | Powertrains | [ 51 ]      |
| Austrália        | Melbourne         | 2 de abril      | Max Verstappen | Red Bull | Powertrains | [ 52 ]      |
| Miami            | Miami             | 7 de maio       | Max Verstappen | Red Bull | Powertrains | [ 53 ]      |
| Mônaco           | Montecarlo        | 28 de maio      | Max Verstappen | Red Bull | Powertrains | [ 54 ]      |
| Espanha          | Barcelona         | 4 de junho      | Max Verstappen | Red Bull | Powertrains | [ 55 ]      |
| Canadá           | Montreal          | 18 de junho     | Max Verstappen | Red Bull | Powertrains | [ 56 ]      |
| Áustria          | Spielberg         | 2 de julho      | Max Verstappen | Red Bull | Powertrains | [ 57 ]      |
| Grã-Bretanha     | Silverstone       | 9 de julho      | Max Verstappen | Red Bull | Powertrains | [ 58 ]      |
| Hungria          | Hungaroring       | 23 de julho     | Max Verstappen | Red Bull | Powertrains | [ 59 ]      |
| Bélgica          | Spa-Francorchamps | 30 de julho     | Max Verstappen | Red Bull | Powertrains | [ 60 ]      |
| Países Baixos    | Zandvoort         | 27 de agosto    | Max Verstappen | Red Bull | Powertrains | [ 61 ]      |
| Itália           | Monza             | 3 de setembro   | Max Verstappen | Red Bull | Powertrains | [ 62 ]      |
| Japão            | Suzuka            | 24 de setembro  | Max Verstappen | Red Bull | Powertrains | [ 63 ]      |
| Catar            | Lusail            | 8 de outubro    | Max Verstappen | Red Bull | Powertrains | [ 64 ]      |
| EUA              | Austin            | 22 de outubro   | Max Verstappen | Red Bull | Powertrains | [ 65 ]      |
| Cidade do México | Cidade do México  | 29 de outubro   | Max Verstappen | Red Bull | Powertrains | [ 66 ]      |
| São Paulo        | Interlagos        | 5 de novembro   | Max Verstappen | Red Bull | Powertrains | [ 67 ]      |
| Las Vegas        | Las Vegas         | 19 de novembro  | Max Verstappen | Red Bull | Powertrains | [ 68 ]      |
| Abu Dhabi        | Yas Marina        | 26 de novembro  | Max Verstappen | Red Bull | Powertrains | [ 69 ]      |

- Ano de 2024

| Grande Prêmio  | Circuito   | Data da corrida | Vencedor       | Carro    | Motor       | Referências |
| -------------- | ---------- | --------------- | -------------- | -------- | ----------- | ----------- |
| Barein         | Sakhir     | 2 de março      | Max Verstappen | Red Bull | Powertrains | [ 70 ]      |
| Arábia Saudita | Jidá       | 9 de março      | Max Verstappen | Red Bull | Powertrains | [ 71 ]      |
| Japão          | Suzuka     | 7 de abril      | Max Verstappen | Red Bull | Powertrains | [ 72 ]      |
| China          | Xangai     | 21 de abril     | Max Verstappen | Red Bull | Powertrains | [ 73 ]      |
| Emília-Romanha | Imola      | 19 de maio      | Max Verstappen | Red Bull | Powertrains | [ 74 ]      |
| Canadá         | Montreal   | 9 de junho      | Max Verstappen | Red Bull | Powertrains | [ 75 ]      |
| Espanha        | Barcelona  | 23 de junho     | Max Verstappen | Red Bull | Powertrains | [ 76 ]      |
| São Paulo      | Interlagos | 3 de novembro   | Max Verstappen | Red Bull | Powertrains | [ 77 ]      |
| Catar          | Lusail     | 1 de dezembro   | Max Verstappen | Red Bull | Powertrains | [ 78 ]      |

- Ano de 2025

| Grande Prêmio  | Circuito | Data da corrida | Vencedor       | Carro    | Motor       | Referências |
| -------------- | -------- | --------------- | -------------- | -------- | ----------- | ----------- |
| Japão          | Suzuka   | 6 de abril      | Max Verstappen | Red Bull | Powertrains | [ 79 ]      |
| Emília-Romanha | Imola    | 18 de maio      | Max Verstappen | Red Bull | Powertrains | [ 80 ]      |